# L'incredibile Michael
L'incredibile Michael (Now and Again) è una serie televisiva statunitense di fantascienza, andata in onda negli USA dal 24 settembre 1999 al 5 maggio 2000 sulla CBS. La trama verte sulla creazione da parte dei servizi segreti statunitensi di un corpo umano perfetto da impiegare per le loro missioni. Non essendo però in grado di costruire un cervello funzionante, gli scienziati impiegati nel progetto ripiegano sull'utilizzo di quello di un uomo, Michael Wiseman, morto in un incidente in metropolitana.
Datagli una nuova vita, Michael è sistemato in un appartamento dove viene istruito dagli esperti governativi, guidati dal dottor Theodore Morris, nel campo dello spionaggio. Nonostante la sua nuova vita e le sue nuove capacità, Michael desidera tornare da sua moglie Lisa e da sua figlia Heather, le quali nel frattempo stanno scoprendo che non tutto è come sembra riguardo alla morte di Michael.
Lo show mescola azione e toni leggeri (soprattutto quando mostra i rapporti tra il Dottor Morris e Michael), ed è in gran parte incentrato sulle emozioni di Michael in relazione alla propria famiglia.
Lo show andò in onda per una sola stagione: la CBS sostenne che la cancellazione fu decisa in seguito agli alti costi del programma. Entrambi gli attori principali - Eric Close e Dennis Haysbert - dopo questa serie entrarono come regular in due serie di successo, rispettivamente in Senza traccia e 24.

## Protagonisti

### Principali
- Eric Close è Michael Wiseman
- Dennis Haysbert è il Dottor Theodore Morris
- Margaret Colin è Lisa Wiseman
- Heather Matarazzo è Heather Wiseman
- Gerrit Graham è Roger Bender

### Secondari
- John Goodman interpreta Michael Wiseman nel primo episodio e nei flashback.
- Kim Chan è The Eggman, antagonista ricorrente.
- Christine Baranski presta la voce a Ruth Bender, personaggio che non si vede mai.
- Chad Lowe è Craig Spence, capo di Roger e Michael.
- Timothy Devlin è l'Agente Speciale numero 1, il braccio destro del Dottor Morris.
- Reiko Aylesworth è la Dottoressa Taylor, la fisioterapista di Michael Wiseman, incaricata anche di testare quanto sia rimasto legato alla moglie.

## Premi
Nel 2000 la serie vinse tre Saturn Award per:
- Miglior serie
- Miglior attrice - Margaret Colin
- Miglior attore non protagonista - Dennis Haysbert

Nello stesso anno fu candidata agli Emmy Award per la Miglior Sigla d'Apertura.

## Stagioni
| Stagione       | Episodi | Prima TV originale | Prima TV Italia |
| -------------- | ------- | ------------------ | --------------- |
| Prima stagione | 22      | 1999-2000          | 2002            |